# Adriean Videanu
Adriean Videanu (Crevenicu, 1º giugno 1962) è un politico e imprenditore rumeno, ex sindaco di Bucarest. È anche Vicepresidente del Partito Liberale Democratico, che è stato guidato da Emil Boc ed è stato ministro dell'economia nei Governi Boc I e II dal 22 dicembre 2008 al 3 settembre 2010.

## Biografia

### Formazione
Adriean Videanu è nato nella città di Crevenicu nel distretto di Teleorman. Ha frequentato la scuola generale a Videle. Nel 1987 si è laureato presso il Dipartimento dei trasporti dell'Università Politecnica di Bucarest.

### Carriera politica

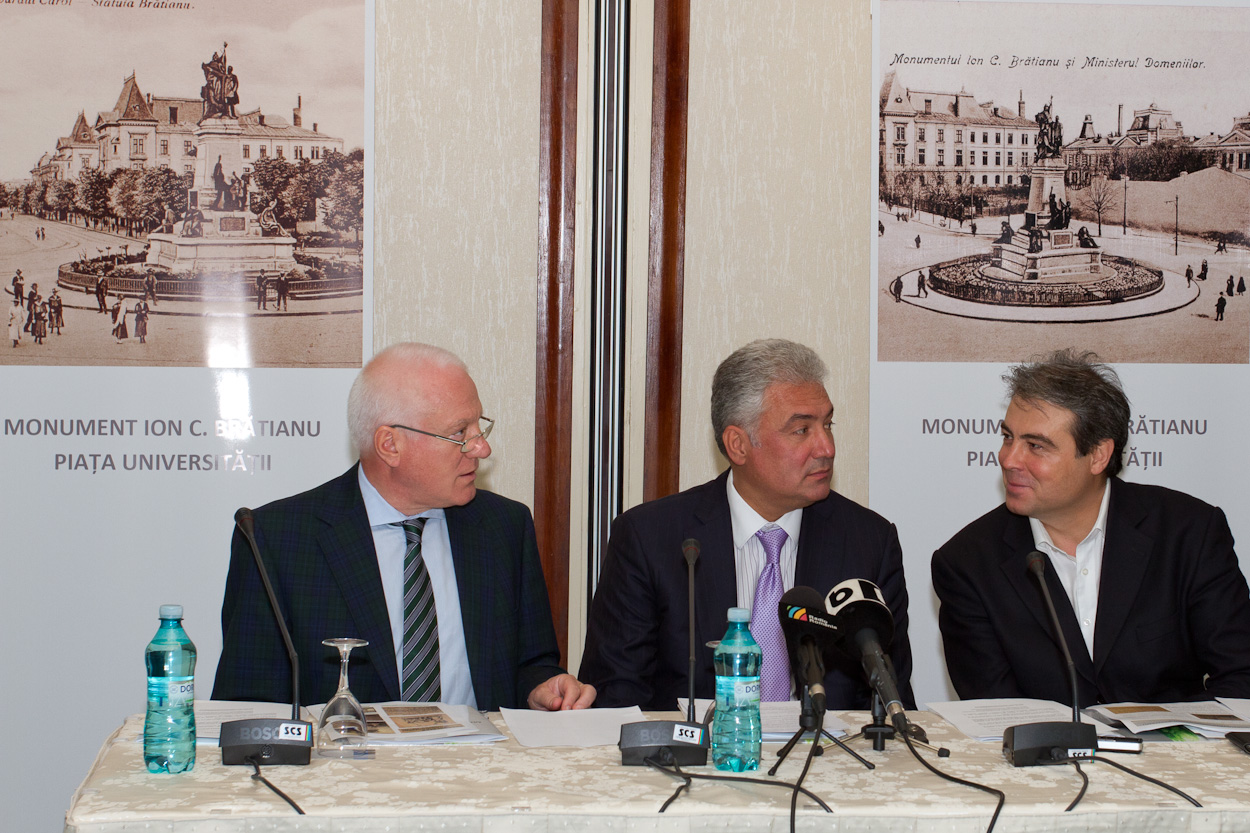
Adriean Videanu (al centro) al lancio dell'Associazione Ion C. Bratianu insieme a Valeriu Stoica, Adrian Cioroianu il 31 maggio 2012

Nel giugno 1990 è entrato per la prima volta in parlamento per conto del Fronte di Salvezza Nazionale. Nel 1992 divenne deputato del Partito Democratico. Nel 1996, nel 2000 e nel 2004, è stato rieletto alla Camera dei Deputati rumena.
Negli anni 1992-1996, Videanu ha ricoperto la carica di presidente dell'organizzazione giovanile del Partito Democratico. Dal 2001 al 2008 è stato vicepresidente del Partito Democratico. Dopo che il Partito Democratico si è fuso con il Partito Liberal Democratico nel gennaio 2008 e ha costituito il Partito Liberale Democratico (PD-L), è diventato vicepresidente del partito appena formato.
Negli anni 2004-2005 è stato Ministro di Stato per il coordinamento dell'azione economica nel governo del primo ministro Călin Popescu Tăriceanu.
Il 3 febbraio 2005, Videanu si è dimesso dal mandato del deputato per prendere parte alle elezioni per la carica di sindaco di Bucarest. Nelle elezioni ha vinto con il 53% dei voti e nell'aprile del 2005 ha assunto l'incarico di sindaco della città. Ha ricoperto la carica fino al 18 giugno 2008, quando Sorin Oprescu lo ha sostituito dopo le elezioni. Videanu non decise di fare domanda per un secondo mandato nel municipio di Bucarest.
Il 22 dicembre 2008, Adriean Videanu è stato nominato Ministro dell'Economia nel gabinetto del Primo ministro Emil Boc..

### Vita privata
Adriean Videanu è sposato, ha due figli.